# Església parroquial de Sant Pere de Gavet
L'Església parroquial de Sant Pere de Gavet és una obra de Gavet de la Conca (Pallars Jussà) inclosa a l'Inventari del Patrimoni Arquitectònic de Catalunya.

## Descripció
Església de planta rectangular, amb una nau i capelles laterals. La façana principal té una porta d'arc de mig punt, per sobre hi ha un òcul a sobre i forats d'espitlleres. La coberta ha estat modificada, aixecant-se el nivell dels laterals; és a dues vessants amb el carener perpendicular a la façana.
A l'esquerra s'eleva el campanar de base quadrada, fins a la meitat que passa a ser vuitavada; a la part superior s'obren finestres d'arc de mig punt on es troben les campanes. La teulada és a quatre aigües de pissarra.